# BYD Auto
BYD Auto es la subsidiaria automotriz de la multinacional china BYD Co. Ltd, que tiene su sede en Xi'an, provincia de Shaanxi. Fue fundada en enero de 2003, tras la adquisición por BYD Company de Tsinchuan Automobile Company en 2002. Desde entonces, se establece una fuerte estrategia para hacer de BYD Auto una marca global, basada en la fabricación de vehículos. BYD Company fue fundada en 1995 y está orientada a satisfacer la demanda de baterías recargables para la telefonía móvil. Es el principal proveedor de esta industria, siendo sus principales clientes compañías como Motorola Mobility, Nokia, LG Corporation y Siemens AG.
Produce automóviles, autobuses, camiones eléctricos, bicicletas eléctricas, carretillas eléctricas, baterías de litio-ferrofosfato y de sodio. Otras compañías dentro de la competencia en el mercado son: Dongfeng Motor Corporation, XPeng, NIO, Xiaomi, entre otras.

## Historia

### 2003–2008: primeros años
El fundador de BYD Company Wang Chuanfu fundó BYD Auto en 2003 después de adquirir y cambiar el nombre de una pequeña empresa de fabricación de automóviles cada vez más pequeña, Xi'an Qinchuan Automobile, de la empresa estatal defensa Norinco en enero de 2003 a 269 000 000 HK$ por una participación del 77%. Hizo la compra justo después de recaudar 1 600 000 000 HK$ en la Bolsa de Hong Kong en julio de 2002. La adquisición fue recibida con la desaprobación de los accionistas, ya que el plan no se reveló en el prospectus. Proviniendo de la industria de fabricación de baterías, Wang adquirió Qinchuan con la idea de desarrollar vehículos electricos propulsados por baterías. Qinchuan había estado fabricando automóviles desde 1987, lo que le dio a BYD acceso a la tecnología de fabricación de automóviles y una licencia de producción de automóviles. En el momento de la adquisición, el QCJ7181 Flyer de Qinchuan estaba en producción, que pasó a llamarse BYD Flyer a partir de 2005. Como la antigua planta de fabricación de Qinchuan tenía una capacidad limitada, BYD construyó una nueva planta de fabricación en Xi'an Zona de Desarrollo dentro de la misma provincia.
El primer automóvil desarrollado por BYD, con nombre en código 316, fue rechazado por los concesionarios debido a su mal estilo y fue desechado antes de llegar al mercado, cancelando como resultado 100 000 000 CN¥ de investigación y desarrollo gastos. Wang Chuanfu personalmente destrozó el prototipo para destruirlo. El primer automóvil de pasajeros producido en masa por BYD, el sedán compacto BYD F3, entró en producción el 16 de abril de 2005 con un precio asequible de 73 000 CN¥, aproximadamente US$10 000 (equivalente a $15 601 en 2023). Parecido al Toyota Corolla con un precio más bajo, el F3 rápidamente ganó popularidad, convirtiéndose en un modelo exitoso con más de 63 000 unidades vendidas ese año. La unidad número 100,000 salió de la línea de montaje el 18 de junio de 2007, 20 meses después de que comenzara la producción. Tras este éxito, el sedán BYD F6 más grande entró en producción en agosto de 2007, que siguió del Honda Accord.
En 2005, BYD Auto contribuyó con el 10% de los ingresos de BYD Company. En 2006, poco más de un año desde que se lanzó el F3, la contribución de BYD Auto aumentó al 25%. En el primer semestre de 2009, el sector automotriz representó por primera vez más de la mitad de los ingresos de BYD Company, alcanzando el 55%. En 2008, BYD Auto tenía dos plantas de fabricación de ensamblaje de vehículos en Xi'an y en Shenzhen con una capacidad de producción de 300 000 unidades por año, un I+D, un centro de pruebas en Shanghái y una planta de molde en Pekín.

### 2008-2020: Esfuerzos en vehículos de nueva energía

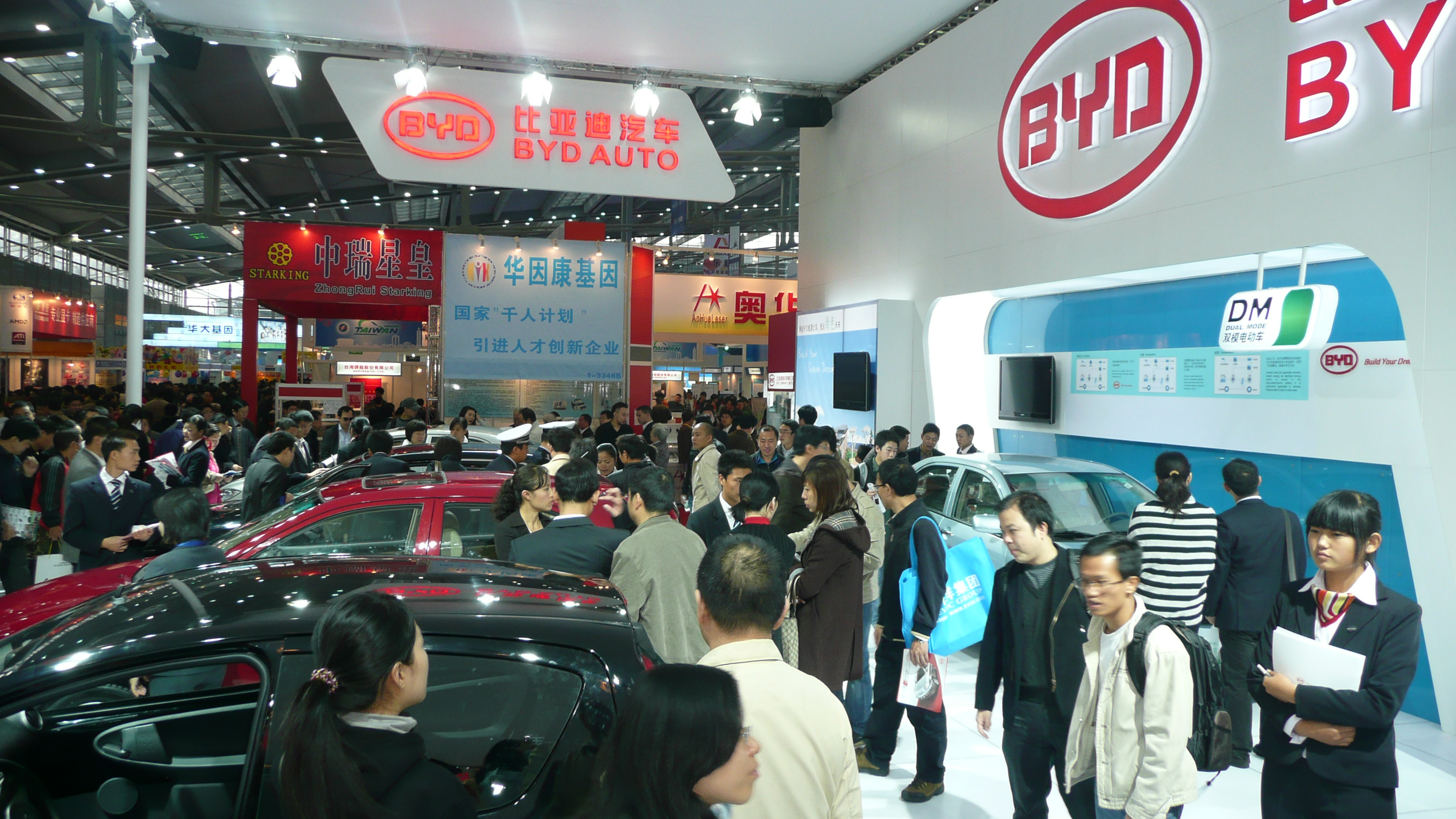
El stand de BYD en la Feria de Alta Tecnología de China Central 2009 en Shenzhen

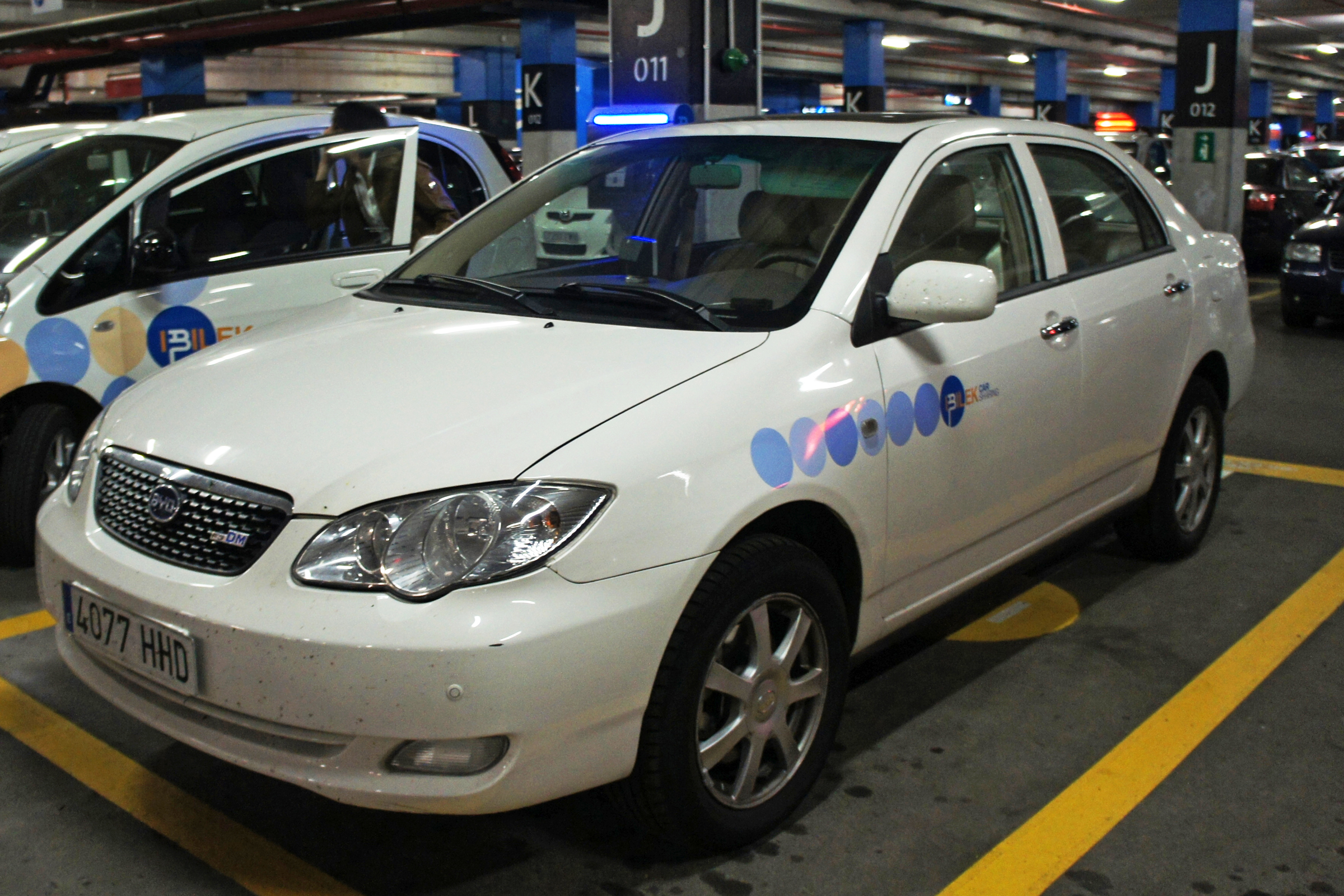
F3DM de 2012 en Bilbao

En el Salón del Automóvil de Pekín de 2006, BYD mostró la versión vehículo eléctrico de batería del F3, el BYD F3e. El coche tenía una autonomía totalmente eléctrica de más de 300 km (186 millas) y estaba previsto que se produjera en un plazo de 3 años a partir de 2007. En diciembre de 2010, Wang Jianjun, el subdirector general de BYD Auto, confirmó que la compañía había cancelado los planes para su producción debido a la falta de apoyo en la infraestructura de carga.
En 2008, se presentó una versión híbrida eléctrica enchufable del BYD F3, el F3DM, como el primer modelo de producción enchufable del mundo.
En 2009, BYD comenzó a producir Autobuses eléctricos de batería como parte de un plan piloto iniciado por el gobierno chino. Firmó un acuerdo para suministrar 1,000 autobuses eléctricos K9 para el gobierno de Hunan en China, los cuales tienen una autonomía de 305 km (190 millas) por carga con una velocidad máxima de 70 km/h (43 mph), tiempo de carga de seis horas y carga rápida del 50% en 30 minutos.
En el período anterior a 2010, BYD logró un crecimiento gracias a la ingeniería inversa de los productos y piezas de los proveedores de la competencia y mantuvo un fuerte control sobre los costos. Tanto el F3 como el F0 añadido posteriormente se consideran copias de los productos Toyota. Los primeros coches BYD estaban equipados con motores antiguos de Mitsubishi Motors fabricados en China, pero en unos cuantos años, BYD Auto creó sus propios motores al mejorar dichos diseños de Mitsubishi Motors.
En 2010, BYD Auto Industry Co., Ltd. y Daimler AG, conocida actualmente como Mercedes-Benz Group, formaron una empresa conjunta 50-50 llamada Shenzhen BYD Daimler New Technology con una marca llamada Denza se centrará en la investigación y el desarrollo de vehículos de nueva energía. La marca presentó el concepto Denza EV en el Salón del Automóvil de China en abril de 2012. Esta empresa conjunta fue reestructurada en 2021.
En 2010, se informó sobre la retirada generalizada de los concesionarios de BYD en las grandes ciudades chinas debido a expansiones excesivamente rápidas, la gama limitada de modelos y la competencia interna que presentaba dificultades para los concesionarios. Esto se vio exacerbado por el enfoque de BYD en la capacidad de producción por encima de la calidad. BYD respondió ajustando su objetivo de producción anual de 800 000 a 600 000 vehículos, pero se quedó corto, alcanzando solamente 517 000 vehículos ese año. En los tres años siguientes, BYD centró su atención en resolver inquietudes relacionadas con la calidad, los canales de distribución y la promoción de la marca.
BYD estableció la línea de productos Dynasty Series en agosto de 2013 al presentar la variante eléctrica híbrida enchufable del BYD Surui con motor de gasolina, el Qin que reemplazó al F3DM, convirtiéndose así en el vehículo híbrido eléctrico enchufable más vendido a principios de 2014.
En noviembre de 2016, la compañía contrató a Wolfgang Egger como jefe de diseño de BYD Auto, quien desarrolló su carrera en Alfa Romeo, Audi y SEAT. Su primera creación en BYD fue el Dynasty, un concepto de vehículo utilitario deportivo (SUV) eléctrico que se exhibió en el Salón del Automóvil de Shanghái de 2017.
Durante el período anterior a 2020, BYD dependió de subsidios gubernamentales para generar ganancias en la venta de vehículos de nueva energía. A lo largo de 2016, la empresa recuperó alrededor de US$1 000 000 000 en subsidios para vehículos de nueva energía para muchos de los casi 100 000 vehículos de nueva energía que vendió, más que su beneficio neto de 5 100 000 000 CN¥ o US$750 000 000 (equivalente a $952 163 062 en 2023). También equivale a un poco más de una quinta parte de los US$5 000 000 000 de BYD en ingresos por ventas de vehículos de nueva energía ese año. Entre 2017 y 2019, BYD Auto experimentó una desaceleración de las ventas y el beneficio neto cayó drásticamente durante tres años consecutivos, especialmente en 2019, cuando el beneficio neto de su empresa matriz fue de solamente 1 600 000 000 CN¥. Según Wang Chuanfu, en aquel momento la empresa solamente tenía un objetivo: sobrevivir.

### 2020-2024: crecimiento rápido

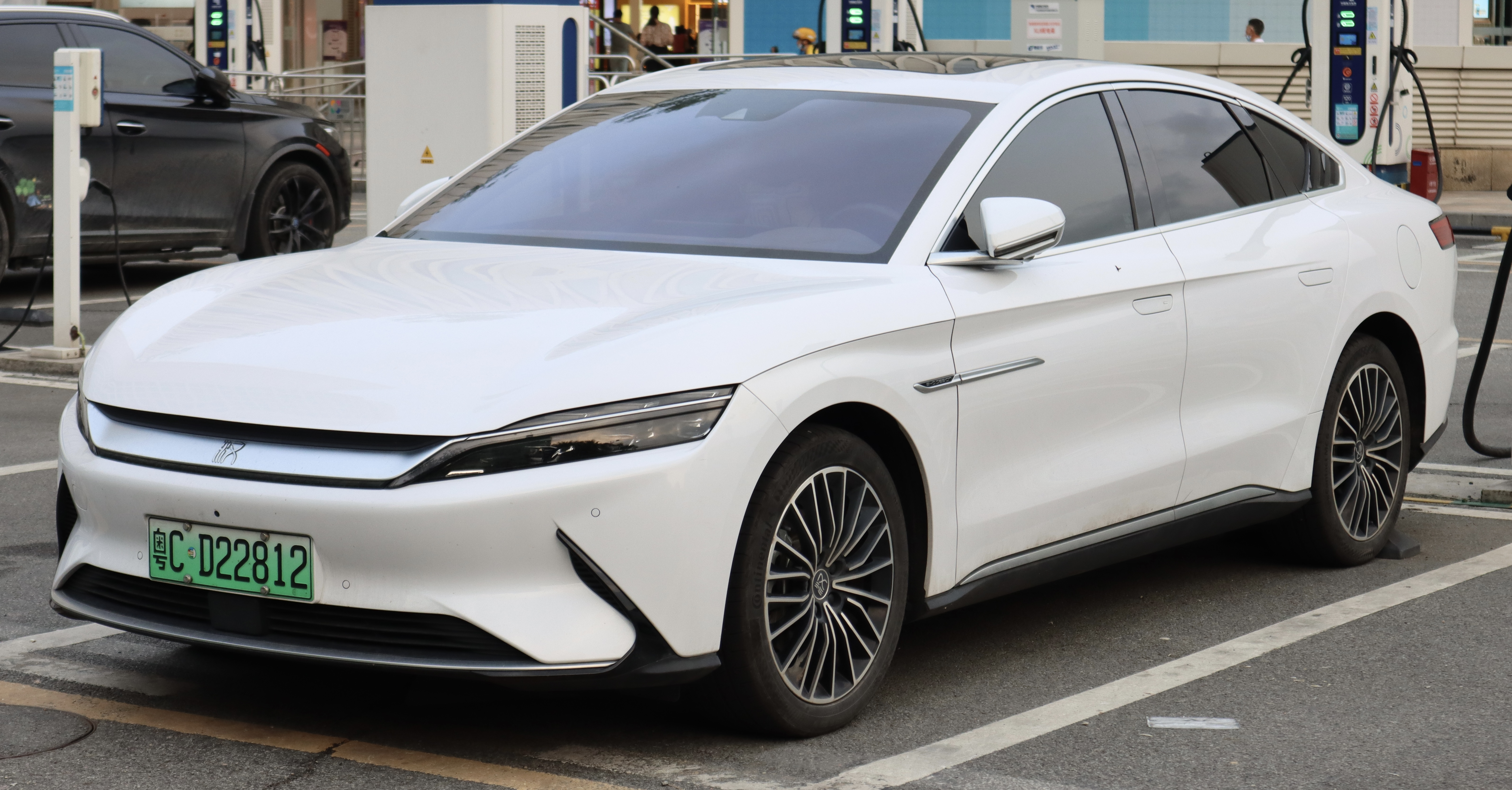
Han EV de 2020

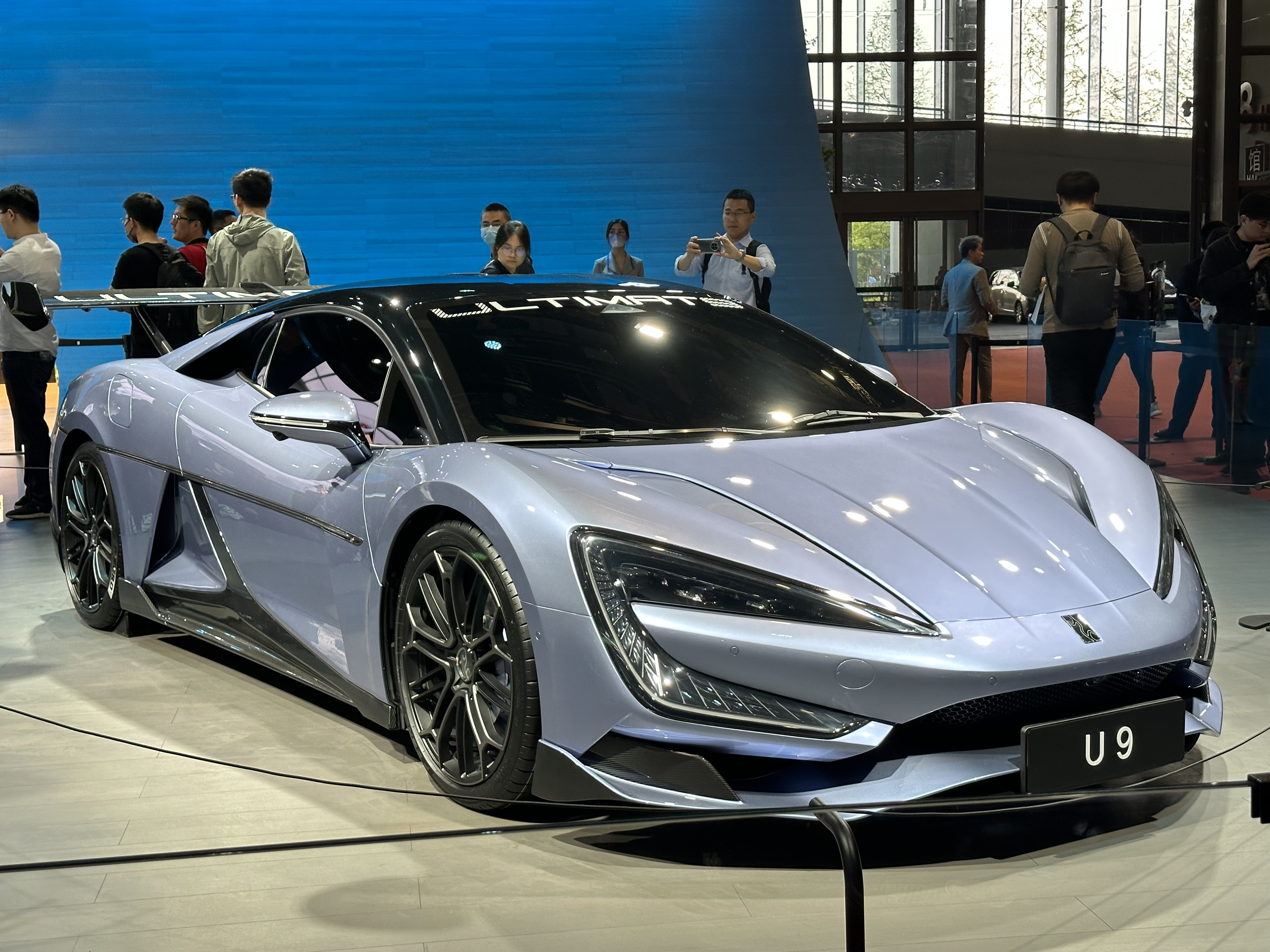
Yangwang U9

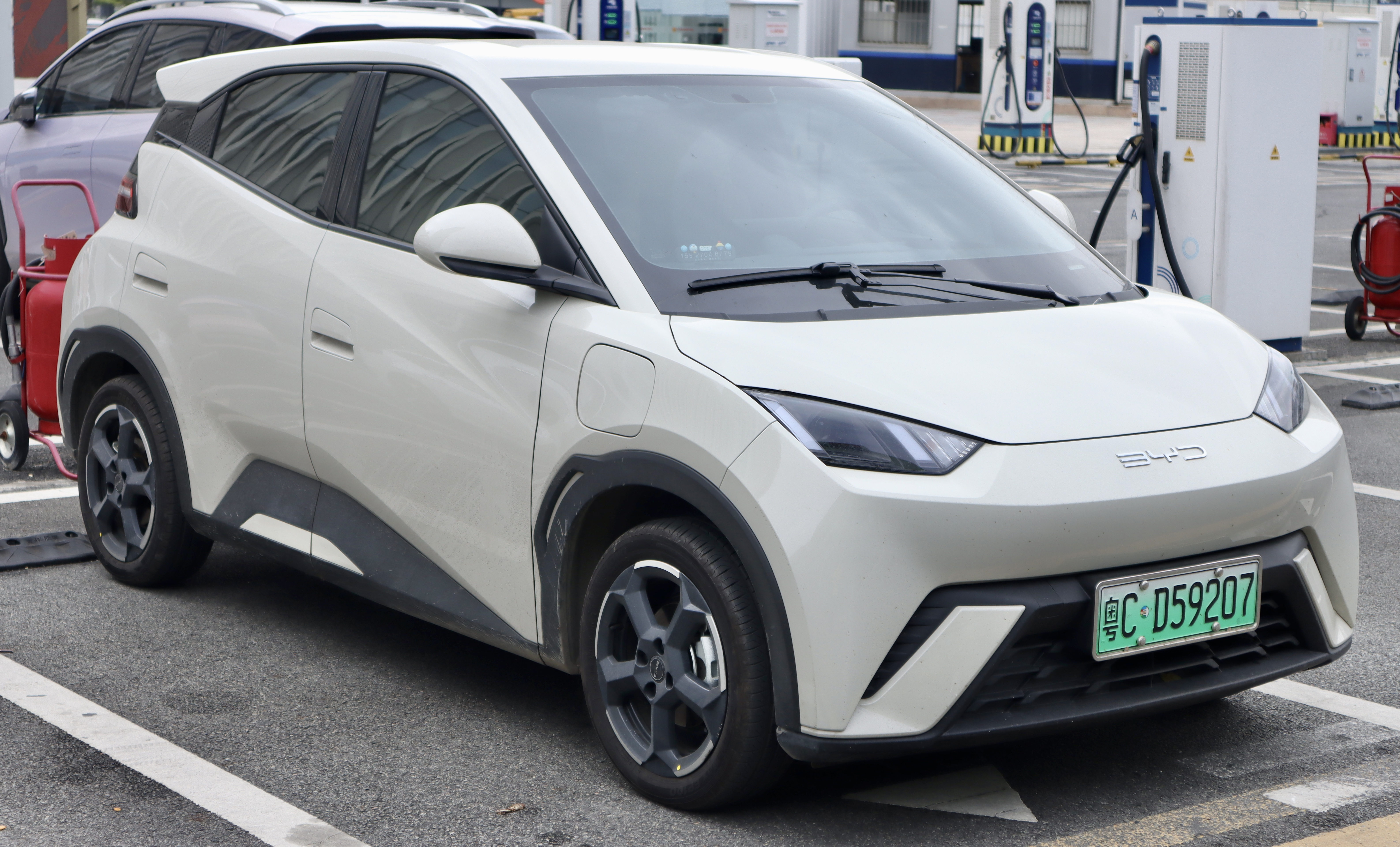
Seagull de 2023

BYD experimentó un aumento sustancial en las ventas de vehículos de 2020 a 2023. La compañía vendió 3 024 417 vehículos a nivel mundial en 2023, siete veces más en comparación con la cifra de 427 302 vehículos de 2020. El aumento se debió en parte a la creciente popularidad de los vehículos de nueva energía en China, que representaron el 27.5%& de las ventas de vehículos en China en 2022, frente al 5.8% en 2020. En septiembre de 2022, BYD se convirtió en el primer fabricante de automóviles de China en fabricar un 1 000 000 vehículos de nueva energía en un solo año. BYD superó a Tesla, Inc. como el mayor fabricante de vehículos eléctricos enchufables del mundo al vender 641 000 vehículos en la primera mitad de 2022.[cita requerida] BYD puso fin a la producción de vehículos con motor de combustión interna puro en marzo de 2022, reorientando su atención hacia vehículos de nueva energía. El 24 de noviembre de 2023, BYD se convirtió en la primera empresa del mundo en producir su vehículo número 6,000,000 de nueva energía.
Para 2023, BYD seguirá siendo el mayor fabricante de vehículos eléctricos híbridos enchufables del mundo y el segundo mayor fabricante de vehículos eléctricos de batería, después de Tesla, con cuotas de mercado global del 21.4% y el 15%, respectivamente. BYD también tiene una participación de mercado sustancial del 36 por ciento en el segmento de vehículos de nueva energía en China a septiembre de 2023.
BYD presentó su primer vehículo equipado con la batería llamada Blade: el sedán grande Han a principios de 2020. Este salió a la venta en julio de 2020 con la opción de híbrido eléctrico enchufable (Han DM) y otras variantes eléctricas de batería (Han EV). Se afirmó que la variante más equipada de la variante eléctrica con batería era el coche eléctrico más rápido de China, mientras que la versión DM era el sedán híbrido más rápido.
BYD anunció su entrada a Europa en mayo de 2020, empezando por Noruega. El primer lote de 100 Tang EV equipados con la batería Blade se envió a ese país en junio de 2021.
En abril de 2021, BYD presentó la e-Platform 3.0, una plataforma de tercera generación para vehículos eléctricos de batería que integraba y estandarizaba componentes centrales junto con una nueva estructura de carrocería, una nueva arquitectura eléctrica y un sistema operativo. La plataforma se produce a partir del Dolphin y el Yuan Plus, que se anunciaron en agosto de 2021. También estableció la línea de productos Ocean Series, que consta de modelos con nombres de animales marinos.
En diciembre de 2021, Daimler AG redujo su participación en su marca de empresa conjunta con BYD Auto del 50% al 10% y BYD Auto controlaba el 90%. BYD actualizó la gama Denza con el lanzamiento de la minivan Denza D9 en 2022, seguida del SUV Denza N7 en 2023. En enero de 2023, BYD estableció su segunda marca de lujo llamada Yangwang al presentar la SUV grande híbrida eléctrica enchufable U8, así como el automóvil superdeportivo eléctrico de batería Yangwang U9. La compañía amplió todavía más su cartera al presentar la marca Fangchengbao en junio de 2023, que se centra en vehículos todoterreno.
En 2022 Berkshire Hathaway tenía el 7% de las acciones de la compañía.
BYD lanzó en abril de 2023 su vehículo eléctrico de batería más pequeño y más barato llamado Seagull. Presenta una configuración en carrocería hatchback de 5 puertas para 4 plazas, con un precio de segmento dominado por coches más pequeños de 3 puertas. Este se convirtió en un éxito de ventas en China; el 29 de noviembre de 2023, BYD produjo el Seagull número 200,000 después de solamente siete meses en el mercado.
Mientras celebra la producción número 5,000,000 de nueva energía de BYD en agosto de 2023, Wang Chuanfu llama a los fabricantes chinos locales a "unirse" para enfrentarse a los fabricantes extranjeros, en respuesta a la severa guerra de precios en el mercado chino a lo largo de 2023. Wang afirma que Es "una necesidad emocional para los 1 400 000 000 chinos ver que una marca china se vuelva global", e inició una campaña titulada "Juntos, somos coches chinos". El llamado patriótico fue bien recibido por los directores ejecutivos de NIO y Li Auto.

### 2025-actualidad
En 2025, BYD ha presentado el sistema de 1000V y está preparando el de 1500V para vehículos pesados (camiones y autobuses).

## Identidad
El logotipo original de BYD Auto se utilizó entre 2003 y 2007. Según la empresa, los colores azul y blanco representan el cielo y las nubes respectivamente. El logotipo fue criticado por su parecido con la redonda de BMW. Fue reemplazado por el logotipo utilizado por su empresa matriz con la introducción del F1, más tarde rebautizado como F0.
El 1 de enero de 2021, BYD Auto adoptó un nuevo diseño de logotipo de marca. Otras empresas de BYD conservaron el logotipo anterior.
El 17 de febrero de 2022, el logotipo de BYD Auto se revisó ligeramente con un ancho más estrecho para seguir las tendencias del diseño gráfico, coincidiendo con la introducción del nuevo logotipo de BYD Company.
Desde el lanzamiento del Tang de segunda generación, BYD Auto comenzó a adoptar la identidad "Build Your Dreams" para las insignias traseras de sus vehículos, reemplazando el logotipo ovalado estándar de BYD. La insignia se mantuvo para los mercados de exportación hasta finales de agosto de 2023, cuando la compañía anunció que para los mercados de exportación la insignia se eliminará en favor del logotipo de BYD de tres letras debido a las críticas.

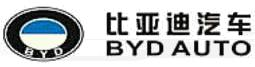
2003-2007
2007-2021
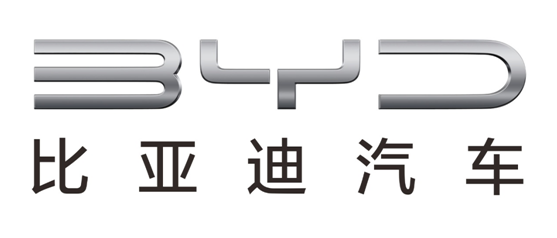
2021 y 2022 (más ancho que el actual)

## Expansión global
En 2009, BYD comenzó a exportar automóviles a África, América del Sur y Medio Oriente. En aquel momento, los coches BYD competían por precio en lugar de por calidad. Desde 2020, BYD comenzó a expandir rápidamente su presencia global dando prioridad a los vehículos eléctricos. En el primer semestre de 2023, la compañía exportó más de 74.000 unidades de vehículos de pasajeros de nuevas energías, un aumento interanual de más del 300 por ciento. A partir de 2023, los vehículos BYD Auto se venden en más de 70 países de todo el mundo.
Desde 2022, BYD se ha comprometido a producir versiones con volante a la derecha de varios modelos de pasajeros eléctricos con batería para exportar a países de circulación por izquierda como Australia, Reino Unido y Tailandia. Estos incluyen modelos más nuevos con la plataforma de tercera generación de BYD llamada e-Platform 3.0, como el Atto 3, Dolphin y Seal. Para el Dolphin, la compañía también había realizado una extensa reingeniería para garantizar que el automóvil pequeño alcanzara la calificación máxima en las pruebas Euro NCAP y Australasian NCAP.

### Europa

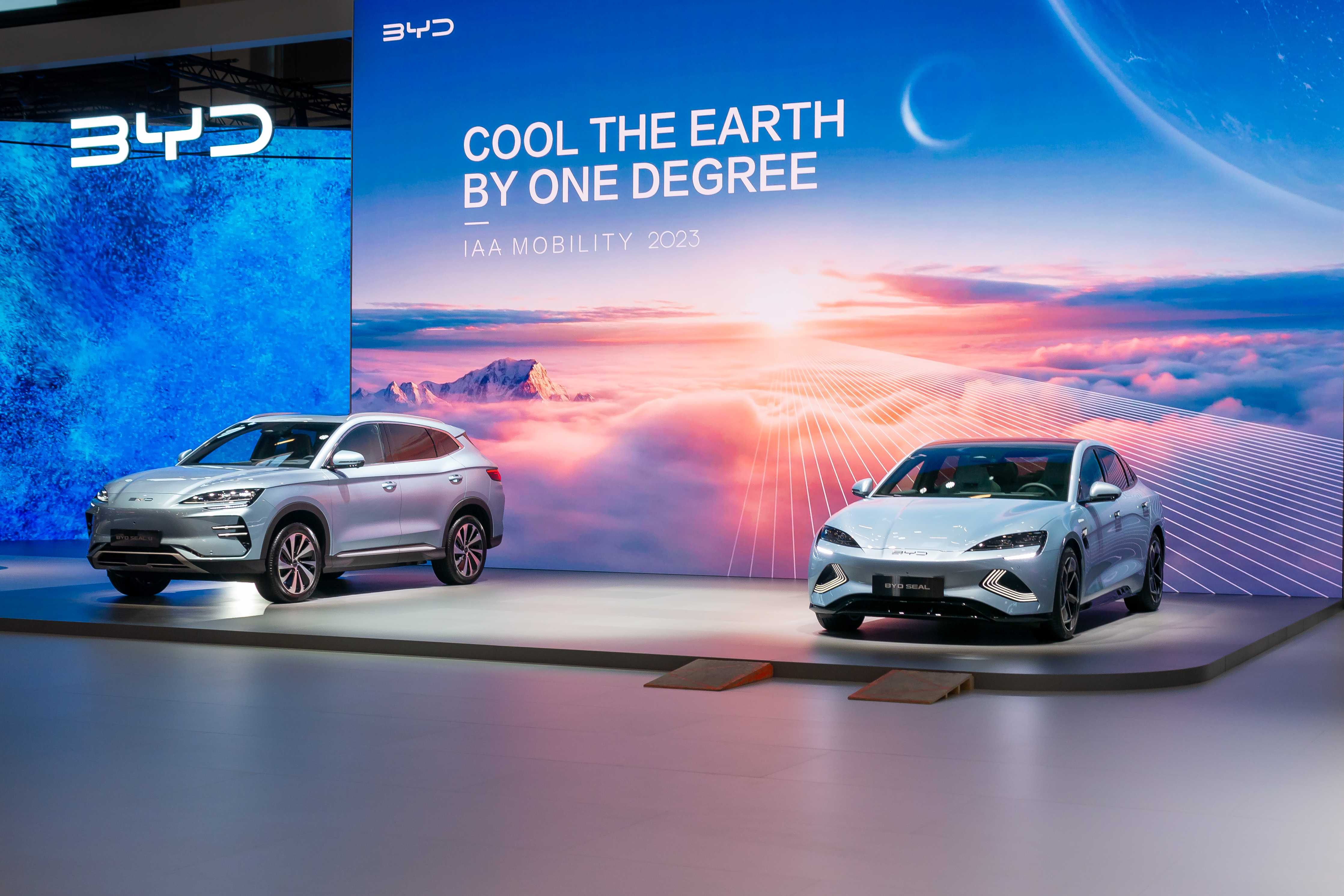
Stand de BYD en la Cumbre del Salón Internacional del Automóvil de Alemania de 2023 en Múnich

En mayo de 2020, BYD anunció que ofrecería vehículos de pasajeros en Europa, comenzando por Noruega. Los productos iniciales incluían al Tang y vehículos comerciales.
En 2022, BYD Auto comenzó a vender sus vehículos de pasajeros en Dinamarca, Suecia, Países Bajos, Alemania, Francia y Bélgica. En Alemania y Suecia, los modelos BYD se venden en colaboración con el Grupo Hedin. En octubre de 2022, BYD designó a Denzel Group como su distribuidor en Austria.
En marzo de 2023, BYD ingresó al mercado del Reino Unido con la presentación del Atto 3.
BYD construirá su primera fábrica europea de automóviles de pasajeros en Szeged, Hungría, que construirá vehículos de nueva energía con una capacidad anual de más de 100 000 vehículos. El plan se anunció en diciembre de 2023.
Los modelos eléctricos vendidos en España son: Dolphin Surf, Atto 2, Sealion 7, Atto 3, Dolphin, Han, Seal, Seal U y Tang.

### Australia
BYD ingresó al mercado australiano en 2022 a través de una asociación con EVDirect, un distribuidor local que es una subsidiaria de la empresa MotorCycle Holdings, que cotiza en Australian Securities Exchange (ASX). Ambas empresas firmaron un acuerdo en febrero de 2021. La empresa presentó el primer Atto 3 con volante a la derecha en agosto de 2022. Su entrada al mercado australiano se retrasó un mes hasta noviembre de 2022 debido a problemas de cumplimiento del Atto 3, debido a que el punto de anclaje superior del asiento de seguridad para niños en la posición central del asiento trasero, no cumple con las reglas de diseño australianas.A pesar del retraso, el Atto 3 se convirtió en el segundo vehículo eléctrico más vendido en Australia en 2022, solamente detrás del Tesla Model 3. En la primera mitad de 2023, BYD vendió 6,196 vehículos en Australia, lo que la convierte en la segunda marca de vehículos eléctricos más grande del país.

### Asia

#### Japón

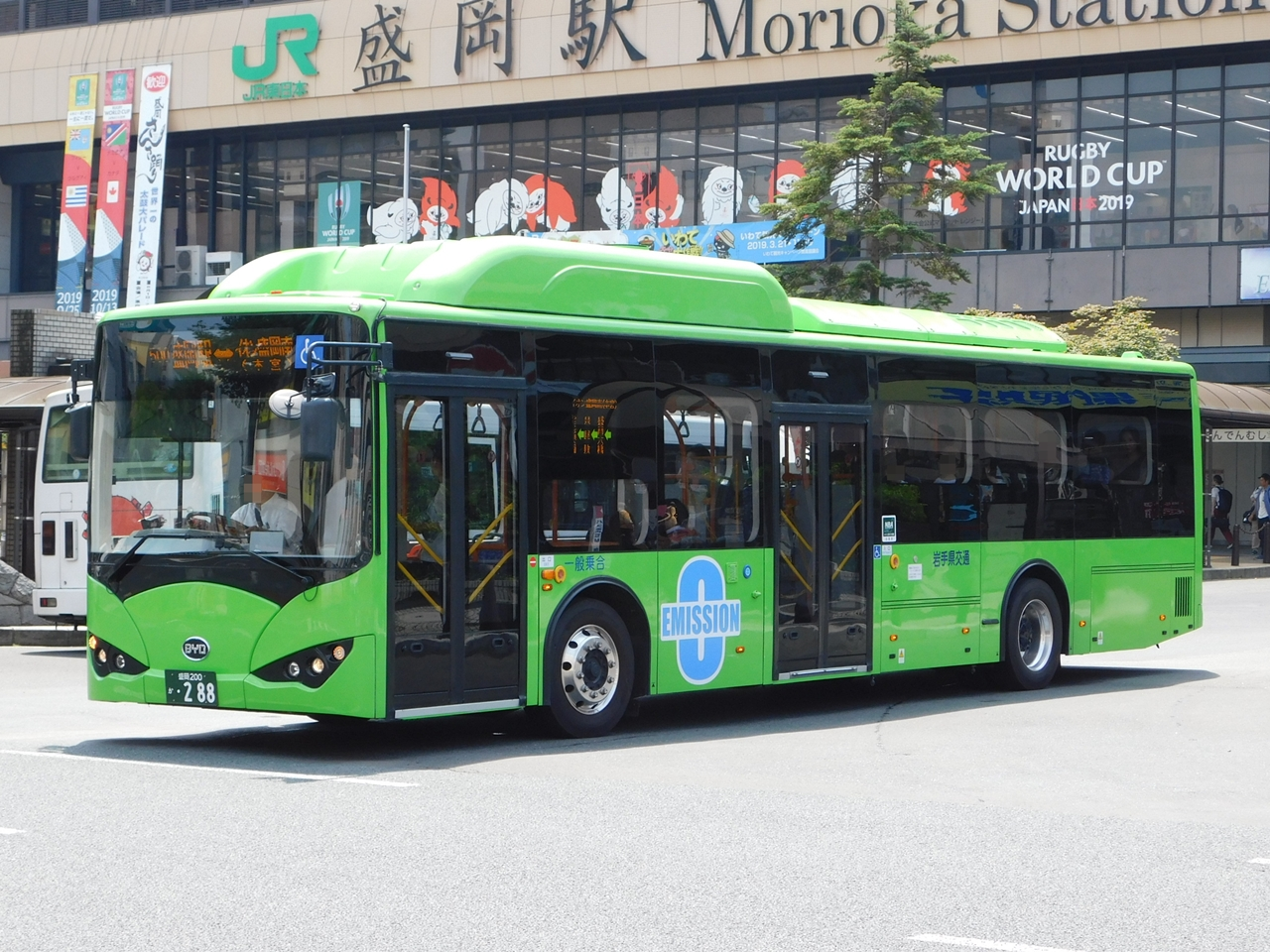
Miembro del departamento BYD K9 en Morioka, Prefectura de Iwate

En 2015, BYD se convirtió en el primer fabricante chino en Japón en comercializar autobuses eléctricos. Suministró el gran autobús eléctrico K9 al operador de autobuses ja en Kioto. En 2022, BYD tenía una cuota de mercado del 70 por ciento de los autobuses eléctricos en Japón.
En julio de 2022, BYD anunció que las ventas de sus vehículos eléctricos de pasajeros en Japón comenzarán en 2023. Las ventas del Atto 3 en el país comenzaron en febrero de 2023, con su primer punto de venta ubicado en Yokohama. BYD vende sus vehículos en Japón a través de una red de concesionarios en lugar de ventas directas. El Dolphin se añadió a la gama local en septiembre de 2023. Todos los modelos BYD en Japón se adaptan a las condiciones locales adoptando el estándar de carga CHAdeMO.

#### Sudeste Asiático
En octubre de 2022, BYD inició las ventas de turismos eléctricos en Tailandia en asociación con la empresa local Rêver Automotive. En 2023, BYD anunció planes para construir una nueva planta de fabricación de vehículos eléctricos en Tailandia. Se espera que la planta, ubicada en la zona especial del Corredor Económico Oriental (CEE) en Rayong, comience a producir en 2024 y tendrá una capacidad anual de 150.000 vehículos. BYD ingresó a Malasia en diciembre de 2022 al asociarse con la empresa local Sime Darby Motors como distribuidor. El primer modelo presentado fue el Atto 3. En Filipinas, BYD se asoció con Ayala Corp para distribuir automóviles eléctricos de pasajeros BYD en el país desde agosto de 2023.

#### India
BYD ingresó al sector automotriz indio en 2016 como proveedor de baterías y chasis de autobús para Olectra Greenwich Ltd. Sus operaciones de fabricación se basan en la planta de Sriperumbudur. BYD comenzó a ensamblar vehículos eléctricos de pasajeros mediante una disposición semi-knock down en bajo volumen en 2022. Los modelos ensamblados son el e6 orientado a flotas desde septiembre de 2022 y el Atto 3 desde noviembre de 2022.
En julio de 2023, los planes de inversión para producir automóviles en la India fueron cancelados debido al escrutinio del gobierno indio, señalando "preocupaciones de seguridad" a pesar de la presencia de 16 años de BYD Company en la India. BYD Auto había planeado previamente invertir mil millones de dólares con un socio local de empresa conjunta, Megha Engineering, con el inicio de la producción previsto para 2025.

### América del Norte

#### Estados Unidos

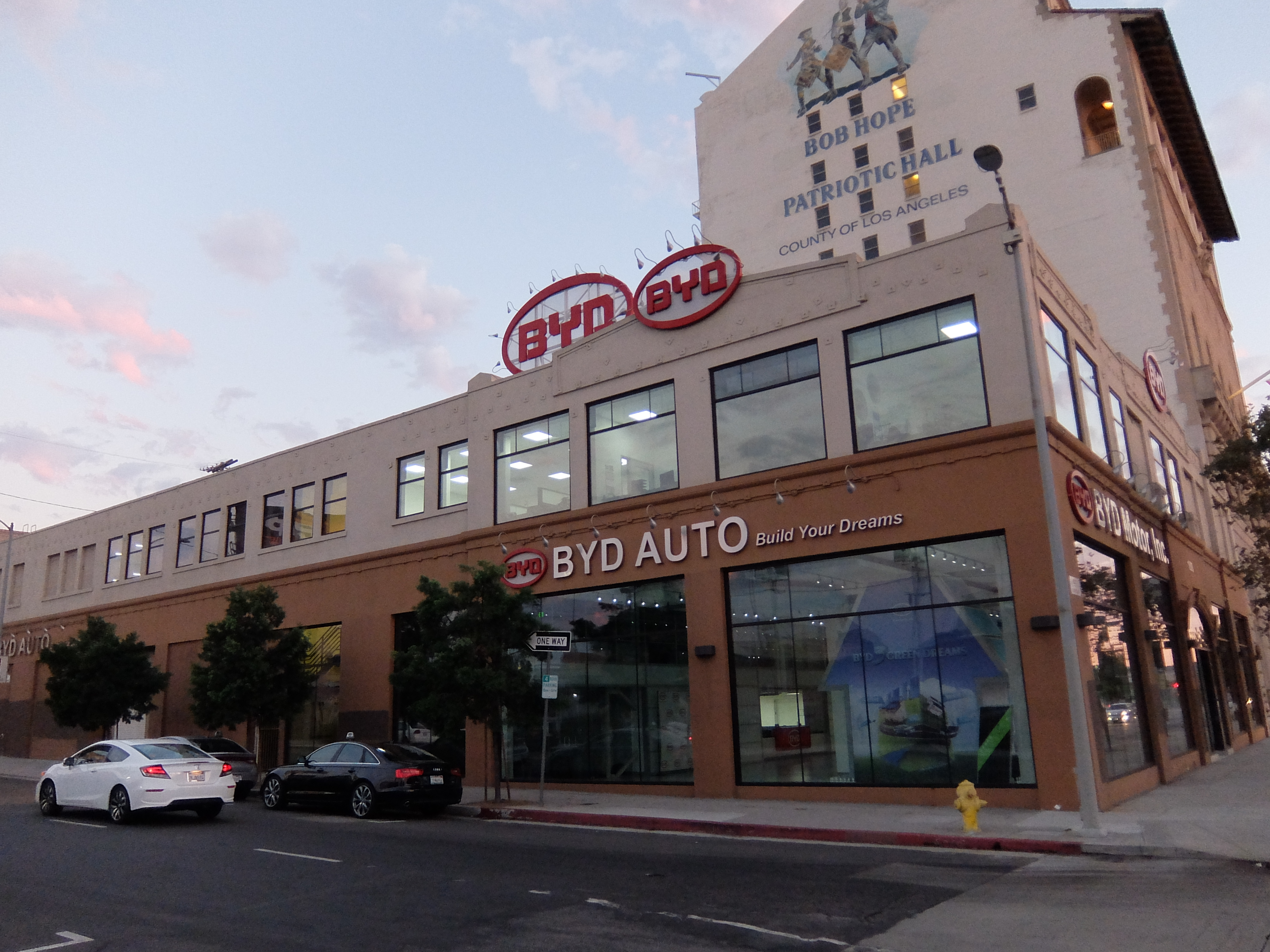
Sede de BYD en Los Ángeles

La sede en Estados Unidos de BYD abrió sus puertas en Los Ángeles en 2011. La planta de autobuses eléctricos de BYD en Lancaster, California entró en funcionamiento en 2014.[cita requerida] BYD suministró por primera vez el sistema de Metro Bus con autobuses en 2015.

#### México

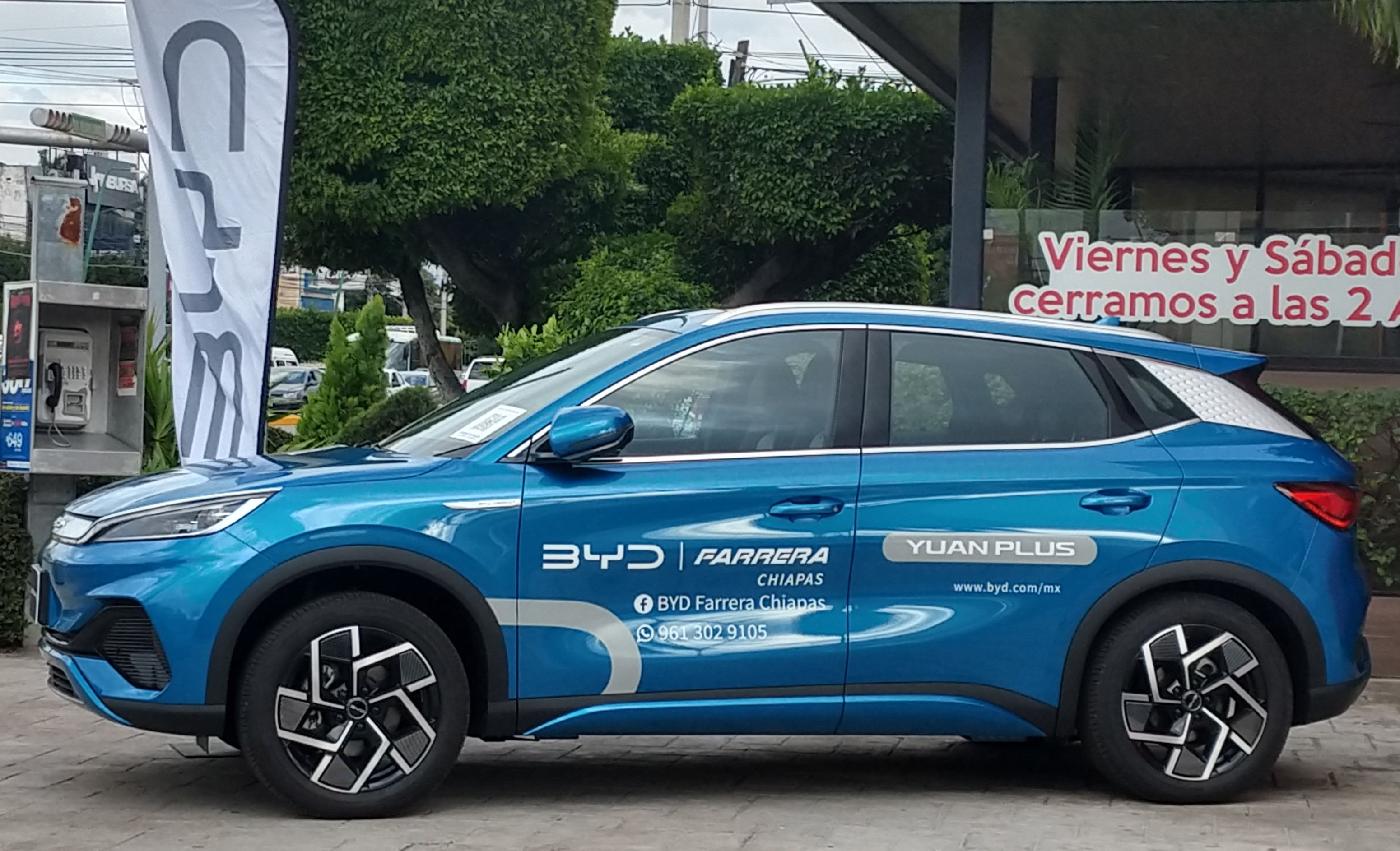
Atto 3 en Chiapas

BYD comenzó a vender autos de pasajeros eléctricos en México desde 2023. Los primeros modelos introducidos fueron el sedán Han EV, Tang EV y Yuan Plus EV. Anteriormente la empresa tiene presencia en el país comercializando autobuses, camiones y taxis eléctricos a baterías.

### América del Sur
BYD planeaba entregar 1002 autobuses eléctricos a Bogotá, Colombia, para mediados de 2022, tras ganar un contrato para 406 autobuses eléctricos en enero de 2021.
En 2021, BYD Auto comenzó a vender vehículos eléctricos de pasajeros en Brasil, con los Tang y Han.
En 2022, BYD Auto comenzó a Colombia y Costa Rica.
En julio de 2023, BYD anunció una inversión de US$600 000 000 (equivalente a $600 000 000 en 2023) en Brasil para adquirir, modernizar y aumentar la capacidad de producción de una antigua planta de automóviles de Ford Motor Company en Camaçari, Estado de Bahía, para fabricar hasta 300 000 coches por año para 2025. BYD construiría dos plantas industriales: una para la producción de plataformas de autobuses/camiones eléctricos y otra para refinar minerales de litio y fosfato de hierro para su uso en las fábricas de baterías de BYD China.

## Furgonetas y camiones eléctricos
BYD también fábrica camiones y furgonetas eléctricas. Los comercializa en varios lugares del mundo, incluyendo Europa.

#### Furgonetas
- T3: furgoneta comercial eléctrica.[109]
- Clase 6: furgonetas eléctrica.[110]

#### Camiones
- T5: Camión eléctrico clase 5.[111]
- T7: Camión eléctrico clase 6.[79]
- T9: Camión eléctrico clase 8.[79]
- Q1M: tractocamión clase 8 con batería de 209 kWh (752 MJ), 10 veces más que un Renault ZOE.[79][112][113]

## Autobuses eléctricos
BYD produce autobuses eléctricos de batería en varias formas y tamaños, como autobuses de un solo piso, autobuses de dos pisos, autobuses articulados, autobuses escolares y autocares de larga distancia. A partir de 2023, BYD ha entregado más de 100.000 autobuses eléctricos de batería en todo el mundo.

En Norteamérica, los autobuses BYD se producen en Estados Unidos, en la planta de BYD en Lancaster, California. A partir de 2022, será el mayor fabricante de autobuses eléctricos de batería de Norteamérica.

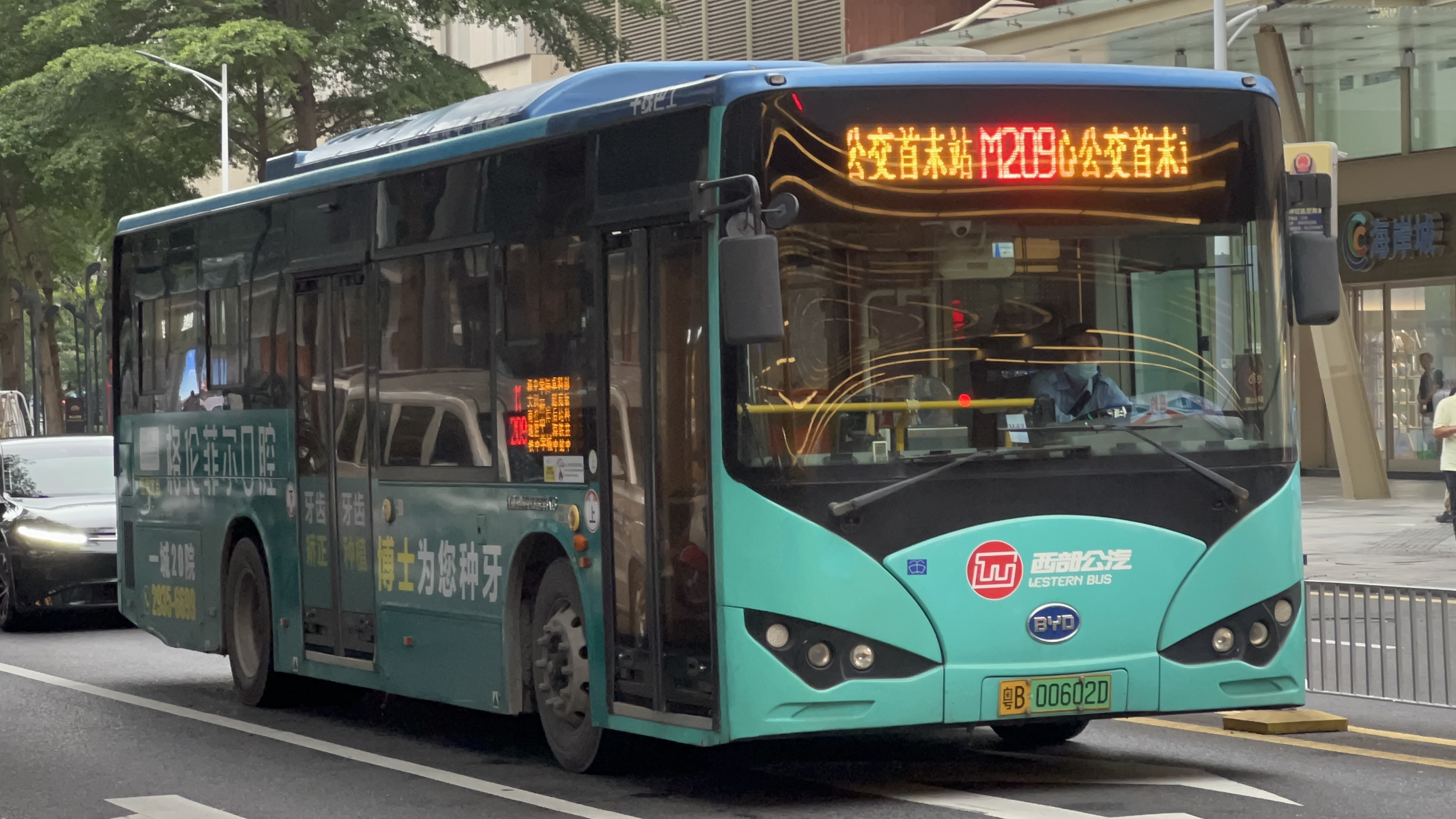
BYD K8 en Shenzhen, China
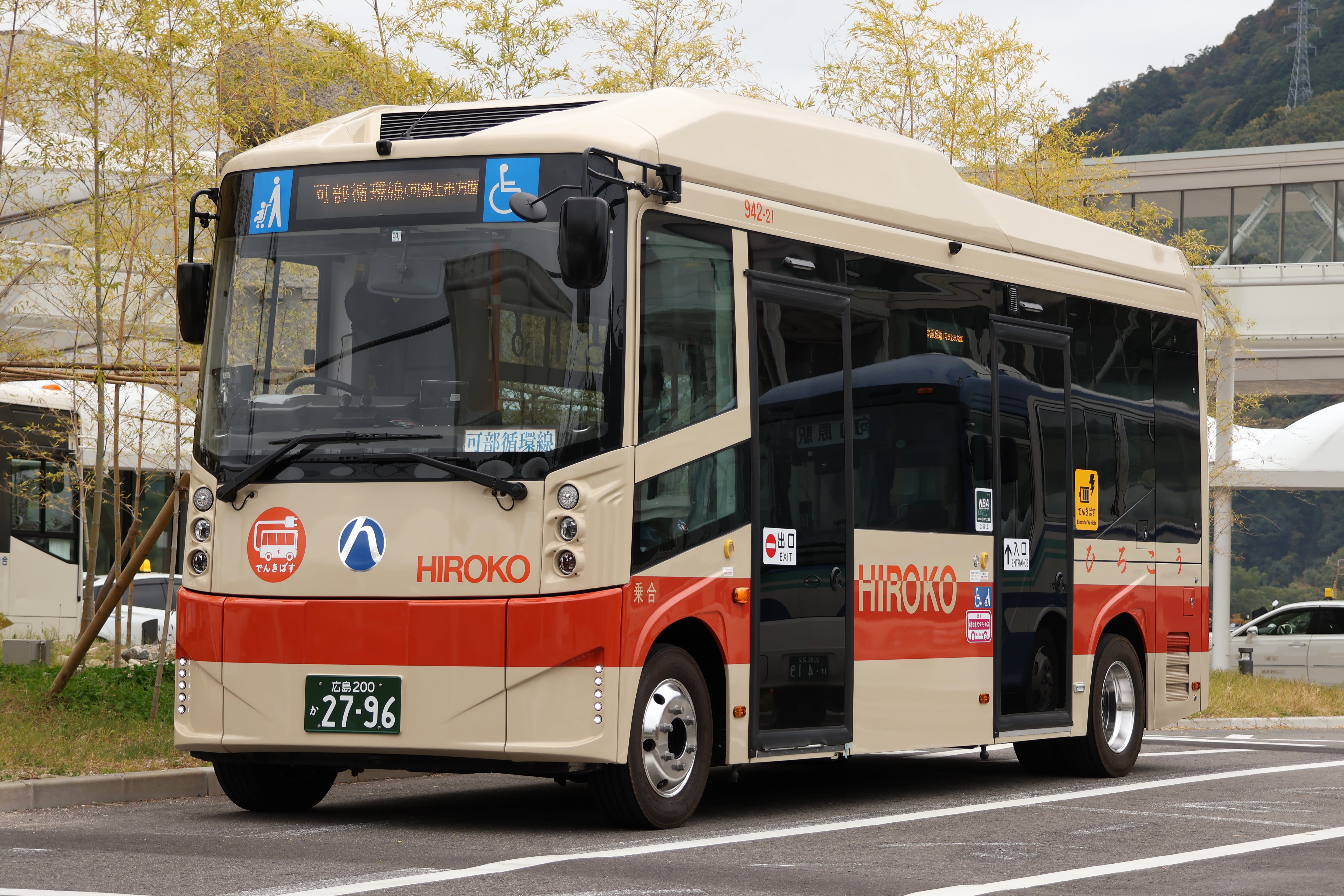
BYD J6 en Hiroshima, Japón
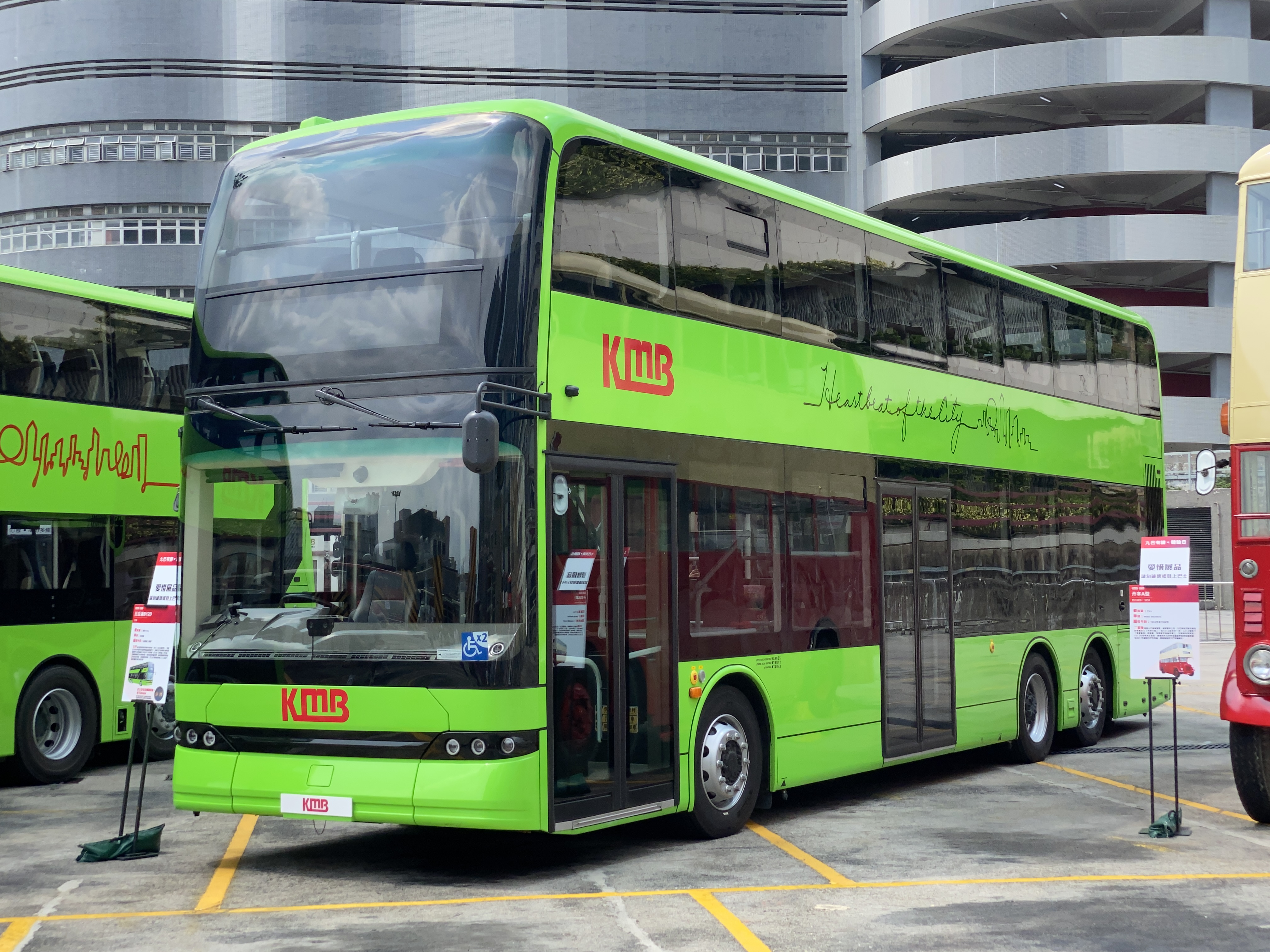
BYD B12D de dos pisos en Hong Kong
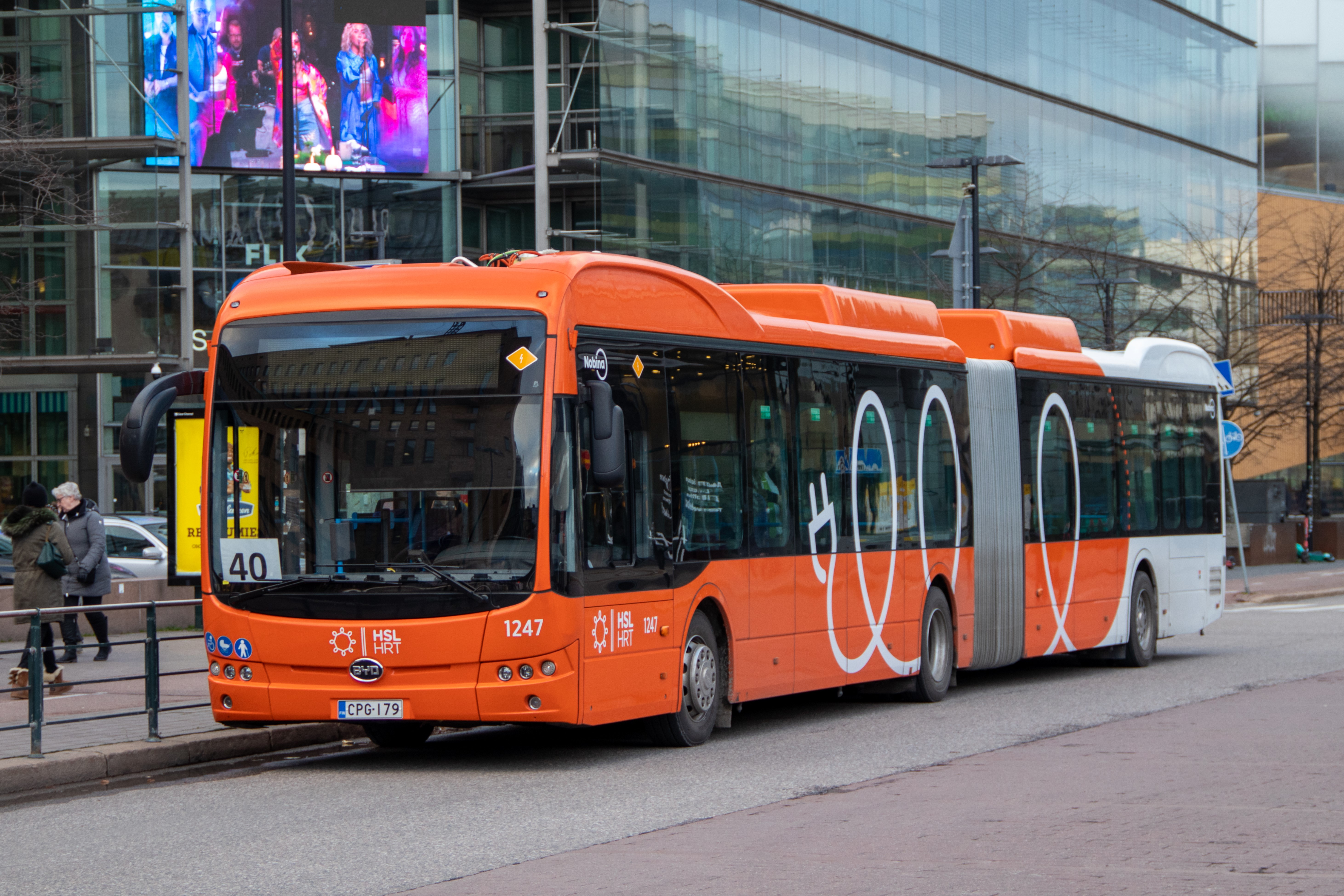
Autobús articulado BYD K11U en Helsinki, Finlandia

## Distribución

### Argentina
En junio de 2017, la vicepresidenta de la empresa, Stella Li, firmó un acuerdo con el gobernador de la Provincia de Salta para la instalación de una fábrica de vehículos eléctricos, tanto autos como autobuses.

### España
En España Bergé vendió coches híbridos eléctricos enchufables F3DM a la flota de Endesa.
EMT Madrid realizó un pedido a BYD de 30 autobuses eléctricos K9UB para su flota.
Cobo Concesionario distribuye para España los F3DM y e6.
Se han abierto seis nuevos concesionarios en España por parte de Caetano Retail, Quadis Dream y Astara, distribuidos en la Comunidad Valenciana, Madrid, Cataluña, Andalucía y las islas Canarias.